# Тидахольм (коммуна)
Тидахольм (швед. Tidaholms kommun) — коммуна в Швеции в лене Вестра-Гёталанд. Административный центр — Тидахольм.
Площадь коммуны — 520 км², население — 12 556 жителей (2013). По территории Тидахольмской коммуны проходит автомагистраль № 26.
Значительную роль в экономике коммуны играет промышленное производство.

## Наиболее крупные населённые пункты
- Маденгсхольм
- Тидахольм
- Фрёйеред
- Экедален